# تریپتی دیمری
تریپتی دیمری (به انگلیسی: Tripti Dimri) (زاده ۲۳ فوریهٔ ۱۹۹۴) بازیگر هندی است.
از کارهای معروف او می‌توان به بازی در فیلم حیوان اشاره کرد.

## فیلم‌شناسی
فهرست برخی از فیلم‌هایی که مونی روی در آن‌ها به ایفای نقش پرداخته‌است:
- مامان-۲۰۱۷
- پسران پوستر-۲۰۱۷
- بولبل-۲۰۲۰
- حیوان-۲۰۲۳
- هنر-۲۰۲۳